# كورديل سويقي
كورديل سويقي (الاسم العلمي:Cordyline petiolaris) هو نوع من النباتات يتبع جنس الكورديل من الفصيلة الهليونية.